# Miàlgia
Les miàlgies o dolors musculars consisteixen en dolors o molèsties que poden afectar un o diversos músculs del cos. També hi poden estar implicats lligaments, tendons i fàscies. Les causes poden ser molt variades. Entre les més corrents hi ha les sobrecàrregues, i les tensions o lesions musculars per exercicis o treballs físics intensos. Així mateix, el dolor muscular pot ser un símptoma de certes malalties que afecten a tot el cos, entre les quals destaca la fibromiàlgia

## Causes
La causes més freqüents de miàlgies són el sobreesforç muscular, especialment quan es realitzen contraccions molt ràpides sense escalfament previ o molt repetitives, i les lesions o els traumatismes sobre els músculs, incloent esquinços i distensions. La tensió i l'estrès també poden ocasionar dolor muscular.
Així mateix, el dolor muscular és un símptoma freqüent en diverses malalties, entre les quals cal destacar: 
- Malalties infeccioses, com la grip, abscessos en el múscul, la malaltia de Lyme, la malària, la triquinosis o la poliomielitis.[1]
- Malalties autoimmunes, com la malaltia celíaca, el lupus eritematós sistèmic, la síndrome de Sjögren o la polimiositis.[2][3] La malaltia celíaca amb freqüència cursa sense símptomes digestius o aquests són molt lleus, i els símptomes no digestius, com el dolor muscular o musculoesquelètic, poden ser els únics indicis de la seva presència.[2]
- Malalties gastrointestinals, com la sensibilitat al gluten no celíaca (que també pot cursar sense símptomes digestius) i la malaltia inflamatòria intestinal (incloent la malaltia de Crohn i la colitis ulcerosa).[4][5]
- Malalties reumàtiques, com la fibromiàlgia o la polimiàlgia reumàtica.[6]
- Malalties del teixit connectiu, com la síndrome de Ehlers-Danlos.[7]

- Medicaments, com els IECA, utilitzats per baixar la pressió arterial, i els derivats de les estatines i els fibrats, que s'empren per al tractament de les dislipidèmies. Altres medicaments que poden produir miàlgies són certs hipotensors, com la doxazosina.
- Drogues, com la cocaïna.
- Desequilibris d'electròlits, com quan els nivells de potassi o calci estan molt baixos.